# Helluo
Helluo is een geslacht van kevers uit de familie van de loopkevers (Carabidae). De wetenschappelijke naam van het geslacht is voor het eerst geldig gepubliceerd in 1813 door Bonelli.

## Soorten
Het geslacht Helluo omvat de volgende soorten:
- Helluo costatus Bonelli, 1813
- Helluo insignis Sloane, 1890